# Amoebozoa
Amoebozoa é um filo de protozoários amebóides, incluindo a maioria que se move através de movimentos citoplasmáticos internos. Os seus pseudópodes têm a forma de dedo e são denominados lobopódios. A maioria são unicelulares, e são comuns no solo e em habitats aquáticos, com alguns encontrados como simbiontes de outros organismos, incluindo alguns organismos patogénicos.

## Classificação
O clado Amoebozoa pode ser categorizado como supergrupo ou então filo dependendo da classificação proposta. Cavalier-Smith propôs dois subfilos dentro do grupo: Conosea e Lobosea. A monofilia do clado é baseada na análise genética da pequena subunidade ribossomal (SSU rRNA) e da análise combinada de sequências proteícas.

## Patogenicidade

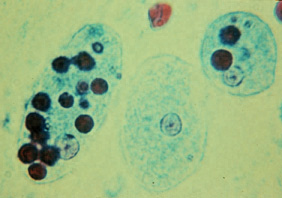
Trofozoítos de Entamoeba histolytica.

Várias espécies de Amoebozoa causam infecções em humanos, entre elas:
- Entamoeba histolytica
- Entamoeba gingivalis
- Acanthamoeba spp.
- Balamuthia mandrillaris
- Sappinia diploidea
- Sappinia pedata

## Registro de fósseis
Microfósseis (VSMs) em forma de vaso descobertos ao redor do mundo mostram que amoebozoas já existiam desde a Era Neoproterozoica. As espécies de fósseis Melanocyrillium hexodiadema, Palaeoarcella athanata e Hemisphaeriella ornata vêm de rochas com 750.000 mil anos de idade. Todos os três VSMs compartilham uma forma hemisférica, abertura invaginada e recortes regulares, que se assemelham fortemente com arcellinids modernos, que são Testate amoebae. P. athanata em particular, tem a mesma aparência do gênero Arcella existente.